# Labullinyphia
Labullinyphia is een geslacht van spinnen uit de familie hangmatspinnen (Linyphiidae).

## Soorten
De volgende soorten zijn bij het geslacht ingedeeld:
- Labullinyphia tersa (Simon, 1894)